# Super Bowl XLVII
Match précédent Match suivant
Le Super Bowl XLVII est la 47e finale annuelle de la ligue nationale de football américain, qui clôt la saison 2012 de la NFL. Le match a lieu le 3 février 2013 au Mercedes-Benz Superdome à La Nouvelle-Orléans et oppose les Ravens de Baltimore aux 49ers de San Francisco.
La chanteuse américaine Alicia Keys interprète l'hymne national américain au piano avant la rencontre. Beyoncé Knowles effectue une prestation durant la mi-temps avec la réunion des anciens membres des Destiny's Child : Kelly Rowland et Michelle Williams.
Pour la première fois dans l'histoire de l'épreuve, le Super Bowl est interrompu plus de 30 minutes en début de seconde période à cause d'une panne de courant partielle survenue dans le stade. Selon les explications des responsables du stade, cette panne est due à une machine surveillant l’alimentation en électricité qui, ayant détecté une irrégularité dans le système, a automatiquement fait sauter un fusible.
Le Super Bowl XLVII est diffusé sur la chaîne de télévision américaine CBS laquelle a dépensé une moyenne de 4 millions de dollars pour un spot de 30 secondes pendant le match, taux le plus élevé à ce moment pour un Super Bowl. Le Super Bowl XLVII est suivi par un public moyen estimé à 108,4 millions de téléspectateurs aux États-Unis, selon Nielsen, avec un record de 164,1 millions pendant au moins six minutes de la rencontre.
Les Ravens de Baltimore remportent cette édition sur le score de 34-31.

## Équipes
Les deux équipes, les Ravens de Baltimore et les 49ers de San Francisco, ont respectivement remporté les finales de la conférence américaine de football (AFC) et de la conférence nationale de football (NFC). Mais cette finale du Big Game s'annonce historique puisque, pour la première fois de l'histoire de la NFL, les entraîneurs des deux équipes s'affrontant en finale sont frères, John Harbaugh, étant l'entraîneur des Ravens et Jim Harbaugh celui des 49ers. Toute la presse américaine renomme avec plaisir le Super Bowl comme Harbaugh Bowl, HarBowl, SuperBaugh et le Brother Bowl.
Les deux entraîneurs qui avaient perdu leur finale de Conférence en 2011 ont donc la chance de se retrouver lors du Super Bowl XLVII. Les deux équipes n'ont jamais connu la défaite lors du Super Bowl avant ce match.

### Ravens de Baltimore
Les Ravens remportent leur premier Super Bowl XXXV en 2000 contre les Giants de New York. Avec une fiche de 12-4 et participation au match de championnat AFC en 2011, perdue contre les Patriots de la Nouvelle-Angleterre, les Ravens progressent davantage en 2012. Prenant leur revanche sur les Patriots de la Nouvelle-Angleterre lors de la finale AFC, les Ravens participent au Super Bowl XLVII, en présentant un bilan de 10-6 en saison régulière. Avec de nouvelles armes et de meneurs des deux côtés de la balle, ils terminent la saison au 10e rang pour la moyenne de point par match (24,9).
Aux commandes de l'attaque Joe Flacco, termine la saison avec un record en carrière de 3817 yards (verges) par la passe et 22 touchdowns (touchés), avec seulement 10 interceptions. Ses principales cibles étaient les receveurs Anquan Boldin (65 réceptions, 921 yards, 4 touchdowns) et Torrey Smith (49 réceptions, 855 yards, 8 touchdowns), ainsi que le tight end (ailier rapproché) Dennis Pitta (61 réceptions, 669 yards, 7 touchdowns). L'attaque au sol des Ravens est menée par le running back (demi défensif) Ray Rice et le full back (centre-arrière) Vonta Leach tous deux sélectionnés au Pro Bowl.
La ligne défensive de Baltimore a été ancré par le defensive end (ailier défensif) Haloti Ngata, qui a compilé 51 plaqués et 5 sacks, sélectionné au Pro Bowl ainsi que le defensive tackle (plaqueur défensif) Arthur Jones (47 plaqués, 4.5 sacks). Les Ravens ont également une excellente série de linebackers (seconders), comme Paul Kruger, Dannell Ellerbe, Jameel McClain, Terrell Suggs et Ray Lewis.
L'équipe dédie leur saison 2012 à l'ancien propriétaire et fondateur d'Art Modell, décédé le 6 septembre 2012, quatre jours avant le premier match de saison régulière. Les joueurs porte le logo ART sur leur maillot en son hommage.

### 49ers de San Francisco
Pendant les années 1980 et début 90, les 49ers ont été la meilleure équipe de la NFL pendant plus de 15 ans. En jouant en 9 finales de conférence et remportant 5 Super Bowls en 1981 (XVI), 1984 (XIX), 1988 (XXIII), 1989 (XXIV), 1994 (XXIX). Mais la franchise tombe dans une crise profonde dans les années 2000. Ils ne participent plus aux playoffs (série éliminatoire) pendant huit saisons consécutives. Après la fin de la saison 2010, les 49ers ont embauché Jim Harbaugh comme entraîneur. Harbaugh, qui a joué 14 ans dans la NFL, a rejoint l'équipe après un impressionnante saison comme entraîneur de l'Université Stanford. Les 49ers passant d'un record de 6-10 en 2010 à un record de 13-3 en 2011 et une apparition en finale de conférence NFC.
Alex Smith a commencé la saison 2012 comme quarterback avec succès, mais a raté le reste de la saison après avoir subi une commotion cérébrale. Il est remplacé par le jeune Colin Kaepernick arrivé en 2011. Il assure avec succès l’intérim, à tel point qu'il devient titulaire. Une controverse éclata alors car Smith été classé troisième meilleur quarterback en NFL avec un rating de 104,1, et leader de la ligue au pourcentage de passe réussies (70 %). Mais, Harbaugh juge Kaepernick plus dynamique et plus difficile à lire pour les défenses adverses. Kaepernick mène l'équipe à un bilan de 11-4-1, lançant pour 1814 yards et 10 touchdowns, avec seulement 3 interceptions.
Le meilleur receveur de San Francisco fut Michael Crabtree, qui capta 85 passes pour 415 yards et 5 touchdowns. L'autre facteur clé pour le jeu de passe étant le tight end (ailier rapproché) Vernon Davis (41 réceptions pour 538 yards et 5 touchdowns), malgré le fait qu'il soit moins recherché avec Kaepernick. Enfin, le running back(demi offensif) Frank Gore a couru pour 1214 yards et 8 touchdowns, en plus de 28 réceptions pour 234 yards.
Le point fort des 49ers était leur défense, dont 6 titulaires ont fait le Pro Bowl. Aldon Smith a établi un record de franchise avec 19,5 sacks, plus que le reste de l'équipe avait réunis. Patrick Willis fut classé deuxième de l'équipe avec 120 plaqués et 2 interceptions, et NaVorro Bowman avec 149 plaquages.

## Équipe de départ
| Baltimore Ravens | Position | Position | San Francisco 49ers |
| Attaque          | Attaque  | Attaque  | Attaque             |
| ---------------- | -------- | -------- | ------------------- |
| Torrey Smith     | WR       | WR       | Michael Crabtree    |
| Anquan Boldin    | WR       | LT       | Joe Staley          |
| Bryant McKinnie  | LT       | LG       | Mike Iupati         |
| Kelechi Osemele  | LG       | C        | Jonathan Goodwin    |
| Matt Birk        | C        | RG       | Alex Boone          |
| Marshal Yanda    | RG       | RT       | Anthony Davis       |
| Michael Oher     | RT       | TE       | Vernon Davis        |
| Jacoby Jones     | WR       | WR       | Randy Moss          |
| Joe Flacco       | QB       | TE       | Delanie Walker      |
| Vonta Leach      | FB       | RB       | Frank Gore          |
| Ray Rice         | RB       | QB       | Colin Kaepernick    |
| Défense          |          |          |                     |
| Haloti Ngata     | DT       | LDT      | Ray McDonald        |
| Ma'ake Kemoeatu  | NT       | NT       | Isaac Sopoaga       |
| Arthur Jones     | DE       | RDT      | Justin Smith        |
| Terrell Suggs    | OLB      | OLB      | Ahmad Brooks        |
| Dannell Ellerbe  | ILB      | ILB      | NaVorro Bowman      |
| Ray Lewis        | ILB      | ILB      | Patrick Willis      |
| Courtney Upshaw  | OLB      | OLB      | Aldon Smith         |
| Corey Graham     | LCB      | LCB      | Carlos Rogers       |
| Bernard Pollard  | SS       | RCB      | Tarell Brown        |
| Ed Reed          | FS       | FS       | Dashon Goldson      |
| Cary Williams    | RCB      | SS       | Donte Whitner       |

## Arbitres
- Arbitre – Jerome Boger
- Umpire – Darrell Jenkins
- Head Linesman – Steve Stelljes
- Juge de ligne – Byron Boston
- Field Judge – Craig Wrolstad
- Side Judge – Joe Larrew
- Back Judge – Dino Paganelli

## Résumé du match
Premier quart-temps
- Ravens: Touchdown (TD) de 13 yards à la suite d’une passe de QB Joe Flacco pour Anquan Boldin (extra point ou transformation à 1 point de Kicker (K) Justin Tucker) : 7-0
- 49ers: Field goal de 27 yards par K David Akers : 7 - 3

Deuxième quart-temps
- Ravens: TD de 1 yard à la suite d’une passe de Flacco pour Pitta (transformation à 1 point de Tucker) : 14 - 3
- Ravens: TD de 56 yards à la suite d’une passe de Flacco pour Jacoby Jones (transformation à 1 point de Tucker) : 21 - 3
- 49ers: FG de 36 yards par K Akers : 21 - 6

Troisième quart-temps

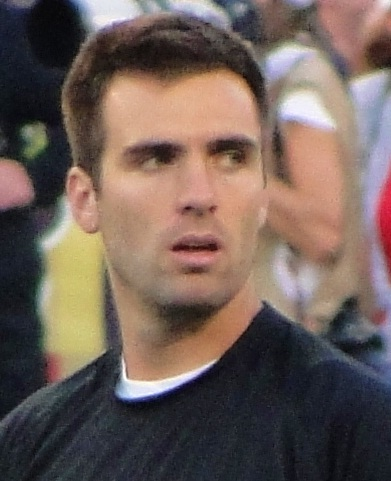
Joe Flacco, quarterback des Ravens de Baltimore, élu MVP de la finale

- Ravens: TD à la suite d'un retour de kickoff sur 108 yards par Jacoby Jones (transformation à 1 point de Tucker) : 28 - 6
- 49ers: TD de 31 yards à la suite d’une passe de QB Colin Kaepernick pour Michael Crabtree (transformation à 1 point de Akers) : 28 - 13
- 49ers: TD à la suite d’une course de 6 yards de RB Frank Gore (transformation à 1 point de Akers) : 28 - 20
- 49ers: FG de 21 yards par K Akers : 28 - 23

Quatrième quart-temps
- Ravens: FG de 19 yards par K Tucker : 31 - 23
- 49ers: TD à la suite d’une course de 15 yards par QB Kaepernick (conversion à 2 points ratée - passe incomplète de Kaepernick) : 31 - 29
- Ravens: FG de 38 yards par K Tucker : 34 - 29
- 49ers: safety (intentionnel) par Koch à la suite d’une course de -8 yards : 34 - 31

Évolution du score
| Quart-temps            | 1 | 2  | 3  | 4 | Total |
| ---------------------- | - | -- | -- | - | ----- |
| Ravens de Baltimore    | 7 | 14 | 7  | 6 | 34    |
| 49ers de San Francisco | 3 | 3  | 17 | 8 | 31    |

## Comparaison statistique
| Source: NFL.com           | Baltimore Ravens | San Francisco 49ers |
| ------------------------- | ---------------- | ------------------- |
| Premier jeu               | 21               | 23                  |
| Conversion troisième jeu  | 9/16             | 2/9                 |
| Conversion quatrième jeu  | 0-2              | 0-1                 |
| Yards gagnés au total     | 367              | 468                 |
| Yards par la passe        | 274              | 286                 |
| Passes complétées/tentées | 22/33            | 16/28               |
| Yards par la course       | 93               | 182                 |
| Courses tentées           | 35               | 29                  |
| Yards par la course       | 2.7              | 6.3                 |
| Pénalité-Yards            | 2-20             | 5-33                |
| Sacks-Yards perdus        | 2-13             | 3-16                |
| Fumble perdus             | 2-1              | 1-1                 |
| Interception lancée       | 0                | 1                   |
| Safety (touché de sûreté) | 0                | 1                   |
| Temps de possession       | 32:23            | 27:37               |

### Leaders individuels
| À la passe     | À la passe     | À la passe | À la passe | À la passe |
| Joueur         | Nbr comp./ten. | Yds        | TD         | INT        |
| -------------- | -------------- | ---------- | ---------- | ---------- |
| Joe Flacco     | 22/33          | 287        | 3          | 0          |
| À la course    |                |            |            |            |
| Joueur         | Nbr            | Yds        | TD         | +LG        |
| Ray Rice       | 20             | 59         | 0          | 12         |
| Bernard Pierce | 12             | 33         | 0          | 8          |
| En réceptions  |                |            |            |            |
| Joueur         | Nbr            | Yds        | TD         | +LG        |
| Anquan Boldin  | 6              | 104        | 1          | 30         |
| Jacoby Jones   | 1              | 56         | 1          | 56         |
| Ed Dickson     | 2              | 37         | 0          | 23         |
| Torrey Smith   | 2              | 35         | 0          | 20         |
| Dennis Pitta   | 4              | 26         | 1          | 9          |

| À la passe       | À la passe     | À la passe | À la passe | À la passe |
| Joueur           | Nbr comp./ten. | Yds        | TD         | INT        |
| ---------------- | -------------- | ---------- | ---------- | ---------- |
| Colin Kaepernick | 16/28          | 302        | 1          | 1          |
| À la course      |                |            |            |            |
| Joueur           | Nbr            | Yds        | TD         | +LG        |
| Frank Gore       | 19             | 110        | 1          | 33         |
| Colin Kaepernick | 7              | 62         | 1          | 15         |
| En réceptions    |                |            |            |            |
| Joueur           | Nbr            | Yds        | TD         | +LG        |
| Michael Crabtree | 5              | 109        | 1          | 31         |
| Vernon Davis     | 6              | 104        | 0          | 29         |
| Delanie Walker   | 3              | 48         | 0          | 28         |
| Randy Moss       | 2              | 41         | 0          | 32         |

## Diffusion
Le match est diffusé aux États-Unis sur le réseau de télévision CBS et commenté par le journaliste Jim Nantz (en) et l'ancien quart-arrière Phil Simms.
La rencontre est également diffusée à l'international sur les chaînes :
- W9[10] la chaine de TNT, qui avait rassemblé avec un bon chiffre de 351 000 téléspectateurs en moyenne dans la nuit lors du Super Bowl XLVI.
- RTS Deux[11] en Suisse romande.
- BeIN Sport 1[12] la chaine de sport (payante).
- CTV au Canada anglophone selon le procédé de substitution simultanée[13] ;
- ESPN America[14] la chaine des sports américain en version originale, qui est disponible sur CanalSat et sur plusieurs opérateurs ADSL en France.
- RDS au Québec et au Nouveau-Brunswick.

Les chaînes W9 et BeIN Sport n'ont pas repris le signal de CBS mais celui de NFL Network.
L'année précédente, lors du Super Bowl XLVI, ils étaient plus de 110 millions de téléspectateurs aux États-Unis, devant la finale.
Comme chaque année, le coût de la publicité augmente, et en 2013, le prix est de 4 millions de dollars les 30 secondes de publicité.